# Cardinal (Rebsorte)
 'Cardinal' ist eine spätreifende Tafeltraubensorte.

## Abstammung
'Cardinal' stammt aus einer Kreuzung von 'Alphonse-Lavallée' ×  'Königin der Weingärten' ('Alphonse-Lavallée' wird in Kalifornien meist 'Ribier' genannt; aber nicht verwandt mit der französischen Sorte 'Ribier').

Diese Kreuzung erfolgte 1939 durch Elmer Snyder und F. N. Harmon in Fresno, Kalifornien. Nach früherer Annahme handelte es sich um eine Kreuzung zwischen 'Ahmer Bou Amer' (auch 'Flame Tokay' genannt) und 'Ribier' (Syn.: 'Alphonse-Lavallée'). Eine DNA-Analyse zeigte im Jahre 2007 jedoch, dass mit 'Ahmer Bou Amer' keine Verwandtschaft vorliegen kann. Im Jahr 2009 wurde schließlich die Kreuzung 'Alphonse-Lavallée' × Königin der Weingärten ermittelt.

Die Sorte 'Cardinal' war Kreuzungs-Partner bei den Neuzüchtungen 'Blanc Du Bois', 'Carina, Diana', 'Flame Seedless' und 'Zagore'. In Italien entstand eine frühreifende Mutation namens 'Cardinal Early' oder 'Early Cardinal'.

## Verbreitung
'Cardinal' wird in Spanien (ca. 5.800 Hektar), Italien (ca. 3.800 Hektar), Rumänien (ca. 3.800 Hektar) und Bulgarien (ca. 2.000 Hektar) angebaut, wo sie zu den wichtigsten Tafeltrauben zählt. Daneben sind noch nennenswerte Rebbestände in Kalifornien (→ Weinbau in Kalifornien, 35 Hektar), Mexiko, Chile (63 Hektar, Stand 2006), Argentinien und Südfrankreich (227 Hektar) bekannt. In den Ländern Thailand und Vietnam wird aus 'Cardinal' Wein gewonnen. Der weltweite Bestand liegt bei ca. 28.000 ha.

## Sorteneigenschaften
Die wuchskräftige, spätreifende Sorte 'Cardinal' ist anfällig für die Krankheiten Echter Mehltau, Falscher Mehltau und Graufäule. Außerdem verträgt sie keinen Frost. Die Sorte 'Cardinal' hat große Trauben mit blauroten Beeren und kleinen Kernen. Die Sorte tendiert bei Vollreife zum Aufplatzen, so dass die im Handel verkauften Beeren meist im unreifen Zustand verkauft werden und somit ein eher säuerliches fades Aroma haben.
Zum Anbau sind neun Klone zertifiziert. Die interessantesten sind die Klone 80 und 83.

## Synonyme
Synonyme für 'Cardinal' sind: 'Apostoliatiko', 'Cardinal Crveni', 'Francesa', 'G 10-30', 'Karaburnu Rannii', 'Kardinal', 'Rannii Carabournu'